# 柳園良太
柳園 良太（やなぎその りょうた、1996年4月12日 - ）は、東京都出身のサッカー選手。ポジションはFW。

## 来歴
中学時代はFC東京の下部組織に所属していた。その後、西武台高校を経て東京国際大学に進学（同期に音泉翔眞）。大学卒業後はドイツにわたり、下部リーグのクラブでプレーした。
2021年1月17日、ドイツ6部のSVロットからY.S.C.C.横浜に完全移籍で加入することが発表された。3月14日、J3第1節のカターレ富山戦でJリーグデビューを果たした。シーズン終了後、契約満了が発表された。

## 所属クラブ
- 富士見スポーツクラブサッカー部
- FC東京U-15むさし
- 西武台高校
- 東京国際大学
- ヴィクトリア・アルノルトシュヴァイラー（ドイツ語版）
- SVロット
- 2021年  Y.S.C.C.横浜
- 2022年  ヤング・エレファンツFC（英語版）
- 2023年  ウランバートル・シティFC

## 個人成績
| 国内大会個人成績 | 国内大会個人成績 | 国内大会個人成績 | 国内大会個人成績 | 国内大会個人成績 | 国内大会個人成績 | 国内大会個人成績 | 国内大会個人成績 | 国内大会個人成績 | 国内大会個人成績 | 国内大会個人成績 | 国内大会個人成績 |
| 年度             | クラブ           | 背番号           | リーグ           | リーグ戦         | リーグ戦         | リーグ杯         | リーグ杯         | オープン杯       | オープン杯       | 期間通算         | 期間通算         |
| 年度             | クラブ           | 背番号           | リーグ           | 出場             | 得点             | 出場             | 得点             | 出場             | 得点             | 出場             | 得点             |
| 日本             | 日本             | 日本             | 日本             | リーグ戦         | リーグ戦         | リーグ杯         | リーグ杯         | 天皇杯           | 天皇杯           | 期間通算         | 期間通算         |
| ---------------- | ---------------- | ---------------- | ---------------- | ---------------- | ---------------- | ---------------- | ---------------- | ---------------- | ---------------- | ---------------- | ---------------- |
| 2021             | YS横浜           | 18               | J3               | 9                | 0                | -                | -                | 1                | 0                | 10               | 0                |
| 通算             | 日本             | 日本             | J3               | 9                | 0                | -                | -                | 1                | 0                | 10               | 0                |
| 総通算           | 総通算           | 総通算           | 総通算           | 9                | 0                | -                | -                | 1                | 0                | 10               | 0                |